# Liga ACT 2006
La temporada 2006 de la Liga ACT (conocida como Liga San Miguel por motivos de patrocinio) es la cuarta edición de la competición de traineras organizada por la Asociación de Clubes de Traineras. Compitieron 12 equipos encuadrados en un único grupo. La temporada regular comenzó el 8 de julio en Ribeira (La Coruña) y terminó el 17 de septiembre en Bermeo (Vizcaya). Posteriormente, se disputaron los play-off para el descenso a la Liga ARC o a la Liga LGT.

## Sistema de competición
La competición consta de tres tipos de regatas:
- Regatas puntuables: computan para la clasificación de la liga y todos los clubes deben participar en ellas.
- Regatas no puntuables: no computan para la clasificación de la liga y los clubes pueden no participar en ellas mediando causa justificada. En la temporada 2006, la Bandera Castro-Urdiales no fue puntuable.[2]
- Regatas de play-off: se disputan 2 regatas en la que participan los últimos clasificados antes de las dos últimas regatas y los dos primeros del play-off previo de ascenso disputado entre dos representantes de la Liga ARC y otros dos de la LGT.

En esta edición se disputaron 19 banderas durante la temporada regular y dos regatas de play-off. Todos los integrantes de la Liga ACT disputan las regatas puntuables excepto las dos últimas ya que éstas coinciden con el desarrollo de los play-off. En estas dos últimas regatas no participan los siguientes clasificados después de la decimoséptima regata: los clasificados en los puestos noveno y décimo; el penúltimo y último clasificados ya que reman en la tanda de los play-off. Por tanto, estas dos últimas banderas solo las disputan los ocho primeros clasificados tras la disputa de las 17 primeras regatas.

## Calendario

### Temporada regular
Las siguientes regatas tuvieron lugar en 2006.
| Orden | Regata                                             | Fecha            | Hora  | Localidad       | Provincia  |
| ----- | -------------------------------------------------- | ---------------- | ----- | --------------- | ---------- |
| 1     | III Bandera Ciudad de Ribeira                      | 8 de julio       | 18:30 | Ribeira         | La Coruña  |
| 2     | XVI Bandera Concejo de Boiro                       | 9 de julio       | 12:00 | Boiro           | La Coruña  |
| 3     | XVIII Bandera de Plencia                           | 15 de julio      | 18:30 | Plencia         | Vizcaya    |
| 4     | VII Bandera Telefónica                             | 16 de julio      | 12:00 | Bermeo          | Vizcaya    |
| 5     | IV Bandera Outon Xunqueiriña                       | 22 de julio      | 18:30 | El Grove        | Pontevedra |
| 6     | II Regata Concejo de Vigo                          | 23 de julio      | 12:00 | Vigo            | Pontevedra |
| 7     | XXVIII Bandera de Guecho                           | 29 de julio      | 18:30 | Guecho          | Vizcaya    |
| 8     | III Bandera Puerto de Pasajes                      | 30 de julio      | 12:00 | Pasajes         | Guipúzcoa  |
| 9     | XXI Bandera de Zumaya                              | 5 de agosto      | 18:30 | Zumaya          | Guipúzcoa  |
| 10    | XIX Bandera de Fuenterrabía                        | 6 de agosto      | 12:00 | Fuenterrabía    | Guipúzcoa  |
| 11    | XXXIV Bandera Castro-Urdiales                      | 15 de agosto     | 18:30 | Castro-Urdiales | Cantabria  |
| 12    | XXIX Bandera de Zarauz (jornada 1)                 | 19 de agosto     | 18:30 | Zarauz          | Guipúzcoa  |
| 13    | XXIX Bandera de Zarauz (jornada 2)                 | 20 de agosto     | 12:00 | Zarauz          | Guipúzcoa  |
| 14    | XVI Bandera de Orio - IX Bandera Inmobiliaria Orio | 26 de agosto     | 17:00 | Orio            | Guipúzcoa  |
| 15    | VIII Bandera Flaviobriga                           | 27 de agosto     | 12:00 | Castro-Urdiales | Cantabria  |
| 16    | XI Bandera Villa de Laredo                         | 16 de septiembre | 17:00 | Laredo          | Cantabria  |
| 17    | XXIV Bandera Villa de Bermeo                       | 17 de septiembre | 12:00 | Bermeo          | Vizcaya    |
| 18    | II Bandera Marina de Cudeyo - Gran Premio Dynasol  | 23 de septiembre | 17:00 | Pedreña         | Cantabria  |
| 19    | XXXII Bandera El Corte Inglés                      | 24 de septiembre | 12:00 | Portugalete     | Vizcaya    |

### Play-off de ascenso a Liga ACT
| Orden | Regata      | Fecha            | Hora  | Provincia |
| ----- | ----------- | ---------------- | ----- | --------- |
| 1     | Pedreña     | 23 de septiembre | 17:00 | Cantabria |
| 2     | Portugalete | 24 de septiembre | 12:00 | Vizcaya   |

## Traineras participantes
| Equipo                    | Nombre de la Trainera                    | Localidad       | Provincia  |
| ------------------------- | ---------------------------------------- | --------------- | ---------- |
| Mecos-Mondariz            | Mequiña                                  | El Grove        | Pontevedra |
| Cabo da Cruz              | Archivo:Solid Solid red.svg Cabo da Cruz | Boiro           | La Coruña  |
| Pedreña                   | Marina de Cudeyo                         | Pedreña         | Cantabria  |
| Laredo                    | La Pejinuca                              | Laredo          | Cantabria  |
| Castro-Naturhouse         | La Marinera                              | Castro-Urdiales | Cantabria  |
| Arkote                    | Plentzitarra                             | Plencia         | Vizcaya    |
| Urdaibai-Umpro Avia       | Bou Bizkaia                              | Bermeo          | Vizcaya    |
| Zumaia-Altuna y Uria      | Telmo Deun                               | Zumaya          | Guipúzcoa  |
| Zarautz-Inmobiliaria Orio | Enbata                                   | Zarauz          | Guipúzcoa  |
| Orio-Grupo Eibar          | Txiki                                    | Orio            | Guipúzcoa  |
| San Juan-Iberdrola        | Erreka                                   | Pasajes         | Guipúzcoa  |
| Hondarribia               | Ama Guadalupekoa                         | Fuenterrabía    | Guipúzcoa  |

 Los clubes participantes están ordenados geográficamente, de oeste a este 

### Equipos por provincia
| Provincia  | N. | Equipos |
| ---------- | -- | --- |
| Guipúzcoa  | 5  | Hondarribia, Orio-Grupo Eibar, San Juan-Iberdrola, San Pedro-Ecolmare, Zarautz-Inmobiliaria Orio, Zumaia-Altuna y Uria |
| Cantabria  | 3  | Castro-Naturhouse, Laredo, Pedreña                                                                                     |
| Vizcaya    | 2  | Arkote, Urdaibai-Avia                                                                                                  |
| Pontevedra | 1  | Mecos-Mondariz |
| La Coruña  | 1  | Cabo da Cruz |

### Ascensos y descensos
| Pos. | Ascendidos                |
| ---- | ------------------------- |
| 1.º  | Zumaya-Altuna y Uria      |
| 2.º  | Zarautz-Inmobiliaria Orio |

| Pos. | Descendidos a liga ARC 2006 |
| ---- | --------------------------- |
| 11.º | Isuntza-Super BM-Grafilur   |
| 12.º | Trintxerpe-Carglass         |

     Ascenso después de play-off.

     Descenso después de play-off.

## Clasificación

### Temporada regular
A continuación se recoge la clasificación en cada una de las regatas disputadas.
Los puntos se reparten entre los doce participantes en cada regata.
| Posición | 1.º | 2.º | 3.º | 4.º | 5.º | 6.º | 7.º | 8.º | 9.º | 10.º | 11.º | 12.º |
| Puntos   | 12  | 11  | 10  | 9   | 8   | 7   | 6   | 5   | 4   | 3    | 2    | 1    |

| Pos. | Club                      | Trainera                                 | 1 RIB | 2 BOI | 3 PLE | 4 TEL | 5 OUT | 6 VIG | 7 GUE | 8 PAS | 9 ZUM | 10 FUE | 11 CAS | 12 ZA1 | 13 ZA2 | 14 ORI | 15 FLA | 16 LAR | 17 BER | 18 CUD | 19 ING | Puntos |
| ---- | ------------------------- | ---------------------------------------- | ----- | ----- | ----- | ----- | ----- | ----- | ----- | ----- | ----- | ------ | ------ | ------ | ------ | ------ | ------ | ------ | ------ | ------ | ------ | ------ |
| 1    | Hondarribia               | Ama Guadalupekoa                         | 1     | 1     | 1     | 2     | 5     | 1     | 3     | 2     | 3     | 1      | 2      | 2      | 2      | 1      | 7      | 2      | 2      | 1      | 1      | 196    |
| 2    | Castro-Naturhouse         | La Marinera                              | 2     | 2     | 2     | 3     | 1     | 7     | 4     | 4     | 2     | 6      | 1      | 5      | 1      | 5      | 1      | 1      | 1      | 3      | 2      | 182    |
| 3    | Orio-Grupo Eibar          | Txiki                                    | 9     | 5     | 4     | 1     | 4     | 2     | 2     | 7     | 1     | 5      | 3      | 1      | 3      | 2      | 3      | 5      | 7      | 4      | 3      | 166    |
| 4    | Pedreña                   | Marina de Cudeyo                         | 3     | 4     | 9     | 4     | 6     | 3     | 1     | 3     | 4     | 2      | 5      | 4      | 9      | 3      | 2      | 3      | 3      | 2      | 4      | 165    |
| 5    | Cabo da Cruz              | Archivo:Solid Solid red.svg Cabo da Cruz | 5     | 6     | 8     | 7     | 7     | 8     | 6     | 5     | 5     | 4      | DNP    | 7      | 8      | 10     | 9      | 7      | 4      | 6      | 8      | 114    |
| 6    | Zarautz-Inmobiliaria Orio | Enbata                                   | 4     | 9     | 5     | 5     | 2     | 9     | 8     | 6     | 6     | 8      | 6      | 10     | 11     | 8      | 5      | 10     | 5      | 5      | 5      | 113    |
| 7    | Arkote                    | Plentzitarra                             | 6     | 7     | 3     | 6     | 11    | 5     | 9     | 9     | 10    | 3      | 8      | 6      | 6      | 6      | 4      | 9      | 9      | 8      | 6      | 111    |
| 8    | Urdaibai-Umpro Avia       | Bou Bizkaia                              | 10    | 3     | 12    | 8     | 8     | 4     | 10    | 1     | 9     | 9      | 4      | 3      | 4      | 11     | 6      | 8      | 6      | 7      | 7      | 108    |
| 9    | Mecos-Mondariz            | Mequiña                                  | 7     | 8     | 10    | 10    | 3     | 10    | 5     | 10    | 8     | 7      | DNP    | 11     | 5      | 4      | 10     | 4      | 8      | DNP    | DNP    | 88     |
| 10   | Zumaia-Altuna y Uria      | Telmo Deun                               | 11    | 10    | 11    | 9     | 9     | 6     | 7     | 8     | 7     | 11     | 7      | 8      | 7      | 7      | 8      | 6      | 10     | DNP    | DNP    | 73     |
| 11   | Laredo                    | La Pejinuca                              | 8     | 11    | 6     | 12    | 10    | 12    | 11    | 11    | 12    | 12     | 9      | 12     | 12     | 9      | 12     | 12     | 12     | DNP    | DNP    | 34     |
| 12   | San Juan-Iberdrola        | Erreka                                   | 12    | 12    | 7     | 11    | 12    | 11    | 12    | 12    | 11    | 10     | 10     | 9      | 10     | DSQ    | 11     | 11     | 11     | DNP    | DNP    | 33     |

| Color     | Resultado                        |
| --------- | -------------------------------- |
| Oro       | Ganador                          |
| Plata     | Segundo                          |
| Bronce    | Tercero                          |
| Verde     | Puntuó                           |
| Negro     | DSQ - Descalificado              |
| Sin color | DNP - Inscrito pero no participó |

### Play-off de ascenso a Liga ACT
Los puntos se reparten entre los cuatro participantes en cada regata.
| Posición | 1.º | 2.º | 3.º | 4.º |
| Puntos   | 4   | 3   | 2   | 1   |

| Pos. | Club                 | Trainera    | 1 PED | 2 POR | Puntos |
| ---- | -------------------- | ----------- | ----- | ----- | ------ |
| 1    | San Pedro            | Libia       | 1     | 1     | 8      |
| 2    | Laredo               | La Pejinuca | 2     | 3     | 5      |
| 3    | San Juan-Sumelec     | Erreka      | 4     | 2     | 4      |
| 4    | Samertolameu-Oversea | Meira Mar   | 3     | 4     | 3      |